# Acontecimento (comunicação)
Na comunicação, o conceito de acontecimento é chave nas pesquisas desenvolvidas atualmente. Pesquisadores da área de comunicação e das ciências humanas, como Vera França, Isabel Babo-Lança, Louis Quéré e Jocelyne Arquembourg se dedicam a compreender este conceito e a analisar como ele pode ser aplicado às pesquisas que se propõem a olhar para os fenômenos deste campo. A comunicação busca em outras áreas das ciências humanas, como a sociologia, teorias que possam contribuir e embasar a definição deste conceito. Um dos sociólogos estudado atualmente no campo da comunicação que se dedica ao estudo deste conceito é o francês Louis Quéré. De acordo com o modelo praxiológico de comunicação proposto por ele, o acontecimento é algo que vem de fora, que instaura uma descontinuidade na experiência dos sujeitos. É tudo aquilo que provocaria uma ruptura na rotina das coisas. Ainda de acordo com Quéré, mesmo que, às vezes, programado, o acontecimento surge como algo inesperado e imprevisível para os sujeitos afetados por ele. O poder de afetação do acontecimento, somado à passibilidade dos sujeitos afetados resultaria numa profusão de sentidos, gerando significados a partir do acontecimento. Para Vera França, o acontecimento “anuncia ou pode anunciar o novo”, assim ele se insere também numa temporalidade, já que pode marcar o fim de uma era e o início de outra. O conceito de acontecimento também se mostra muito relevante para estudos que propõem uma compreensão da construção de uma memória coletiva. Isabel Babo-Lança afirma que "os acontecimentos são entidades temporais que entram em narrativas que, por sua vez configuram o tempo (...). Isto quando, em cada final de ano, se vive uma temporalidade marcada pela lembrança das coisas passadas e pelas expectativas do futuro".
Samuel Mateus procura compreender a relação entre acontecimento e publicidade invertendo o raciocínio convencional. Em  “A Configuração Evenemencial da Publicidade", ele argumenta que "a qualidade integradora dos acontecimentos mediatizados advém do próprio princípio de publicidade, isto é, resulta de um enquadramento social que encontra na configuração evenemencial da publicidade a sua matriz. Os referidos rituais mediáticos inserem-se no conjunto deacções empregues pelos dispositivos tecnológicos de mediação simbólica para integrarem, apro-priarem e reproduzirem o princípio de publicidade e, desse modo, propagarem a dimensão religiosa de integração social que ele encerra".

## Modelo praxiológico
Louis Quére propõe o modelo praxiológico de comunicação que enfatiza a ação e a experiência dos sujeitos. Este modelo proposto por Quéré se baseia no pragmatismo. De acordo com a proposta de Quéré, neste modelo, a linguagem assume um papel constituidor da vida social. Para o sociólogo, os sujeitos constroem suas relações com o mundo através da comunicação, que por sua vez é entendida como um processo de interação. Quéré opõe o modelo praxiológico ao modelo epistemológico. A diferença de ambos passa pela relação que o sujeito tem com o mundo. No primeiro, é enfatizado o caráter dialógico, no qual o sujeito “fala não apenas para o outro, mas com o outro”, enquanto que no modelo da episteme, o sujeito é monológico, “não se relacionam com o mundo e com os outros a não ser numa postura de observação e de objetivação”.

## Individuação do acontecimento
Para Vera França, o acontecimento não possui uma identidade própria, um caráter particular. Esta particularidade de cada acontecimento é dada pelas práticas sociais, que buscam configurar o acontecimento e pelos discursos que o nomeiam. França afirma “que o relato de um acontecimento implica formatá-lo, conferir-lhe um sentido, fazê-lo reconhecível, e, portanto, atribuir-lhe uma identidade”. Sendo assim, todo acontecimento passa então por um processo de individuação, que como problematiza França se dá através de algumas etapas.

### Descrição
Nomeia o acontecimento e o inscreve em determinados quadros de sentidos.

### Narração
Inscreve o acontecimento no tempo, propõe um encadeamento de sentidos, busca conferir um passado e um futuro ao acontecimento.

### Configuração de um pano de fundo pragmático
Busca explicar o contexto no qual o acontecimento se insere.
França propõe também em algumas análises outras duas categorias do processo de individuação de um acontecimento. São elas: a caracterização do acontecimento como um problema público, que consiste em atribuir uma natureza de interesse público a determinados acontecimentos, e à normalização, que procura reduzir a indeterminação do acontecimento e o estranhamento dos sujeitos em relação a ele, inscrevendo-o em um contexto causal.